# Emir Spahić
Emir Spahić (Dubrovnik, 1980. augusztus 18. –) bosnyák labdarúgó, középhátvéd.
A bosnyák válogatott csapatkapitányaként részese volt országa első világbajnoki szereplésének.

## Klub karrierje
Pályafutása során játszott a bosnyák Celik Zenicaban, az NK Zagrebben, valamint megfordult a Sinnyik Jaroszlavl, az FK Torpedo Moszkva, valamint a Lokomotiv Moszkva csapatánál. 2009. június 24-én a francia Montpellier csapatához igazolt, első meccsén a 94. percben egyenlítő gólt szerzett a PSG ellen. Itt 57 bajnokin szerepelt. 2010 júliusában 2 millió euróért a Sevillához szerződött. Első gólját 2013. január 5-én a CA Osasuna elleni győztes meccsen szerezte. 2013. február 26-tól kölcsönben az Anzsi Mahacskala játékosa volt, majd 2013 nyarán a német élvonalbeli Bayer Leverkusen vásárolta meg.

### Bayer Leverkusen
A rutinos, 33 éves Spahić 400 ezer euróért érkezett a gyógyszergyáriakhoz, ahol meglepően jó teljesítményének köszönhetően hamar bekerült a kezdőcsapatba. Első Bundesliga-mérkőzését 2013. augusztus 10-én, a Freiburg ellen játszotta. A 3-1-re megnyert meccsen kapta első sárga lapját, ezt az idény során még 8 követte. Decemberben a Dortmund elleni (győztes) meccsen elkövetett durva szabálytalansága miatt kiállították. 2014 áprilisában két gólt is szerzett a Nürnberg ellen, ennek köszönhetően a Kicker őt választotta a forduló játékosának. A Bundesliga mellett pályafutása során először a Bajnokok ligája csoportkörében is játszhatott. A Leverkusennel végül a nyolcaddöntőben esett ki, a PSG elleni első mérkőzés során két sárga lappal kiállították.

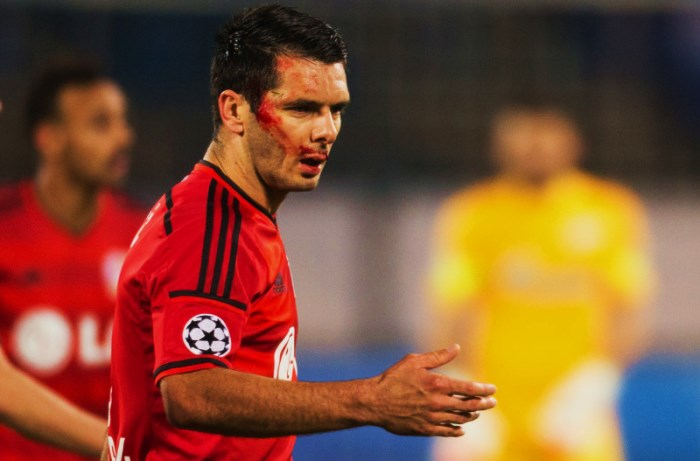
Spahić (2014)

A 2014-15-ös idényben is megmaradt a helye a kezdőcsapatban, emellett a 2. fordulóban, a Hertha BSC ellen megszerezte harmadik Bundesliga-gólját. Határozott, néha kemény megmozdulásai miatt több sárga lapot is kapott, a Freiburg és a Wolfsburg ellen a kiállítás sorsára jutott. Az októberi drámai, büntetőrúgásokkal végződő német kupa mérkőzésen Lars Bender kiválása után ő viselhette a csapatkapitányi karszalagot. Saját büntetőjét kihagyta, de a csapat továbbjutott. A bajnokok ligájában a Leverkusennel ismét a nyolcaddöntőig jutott, ahol büntetőpárbajban maradtak alul az Atlético Madriddal szemben. Spahić a csapat összes BL-mérkőzésén kezdőként lépett pályára.

2015. április 8-án, a Bayern München elleni tizenegyesekkel elvesztett német kupa negyeddöntő után konfliktusba került a stadion biztonsági embereivel, akik nem akarták beengedni barátait a csapat öltözőfolyosójára. Az incidens tettlegességig fajult, több biztonsági ember megsérült. Egy nézői videófelvétel alapján Spahić is aktívan részt vett a dulakodásban, ezért a klub 2015. április 12-én felbontotta a játékos szerződését.

## Válogatottság
Első felnőtt válogatott meccsét 2003. június 7-én játszotta Románia ellen. Azóta fontos tagja a bosnyák válogatottnak. Első gólját válogatott színekben 2006 februárjában, Japán ellen érte el. Tagja volt a 2010-es világbajnokság selejtezőjének play-off-körében búcsúzó csapatnak. Két évvel később, ugyancsak Portugália ellen, az Eb-szereplést bukták el. Végül már Spahić-csal csapatkapitányként, selejtezőcsoportjukat megnyerve, 2013 októberében a bosnyákok kijutottak a 2014-es világbajnokságra. A brazíliai világbajnokságon újoncként csoportjuk harmadik helyén zártak és Irán ellen megszerezték első világbajnoki győzelmüket. Spahić mindhárom mérkőzést végigjátszotta.

### Válogatott góljai
| #  | Időpont            | Helyszín                                  | Ellenfél     | Gólok | Eredmény | Kiírás                                         |
| -- | ------------------ | ----------------------------------------- | ------------ | ----- | -------- | ---------------------------------------------- |
| 1. | 2006. február 28.  | Signal Iduna Park, Dortmund, Németország  | Japán        | 1–2   | 2-2      | barátságos mérkőzés                            |
| 2. | 2008. október 15.  | Bilino Polje, Zenica, Bosznia-Hercegovina | Örményország | 1–0   | 4-1      | 2010-es labdarúgó-világbajnokság-selejtező     |
| 3. | 2011. november 15. | Estádio da Luz, Lisszabon, Portugália     | Portugália   | 3–2   | 6-2      | 2012-es labdarúgó-Európa-bajnokság (selejtező) |

## Sikerei, díjai
Klub szinten
- Horvát labdarúgó bajnokság: bajnok (NK Zagreb, 2002)
- Orosz labdarúgókupa: győztes (Lokomotyiv Moszkva, 2007)